# Giorgina Caprile
Giorgina Caprile (Firenze, 1877 – Roma, 1951) è stata un soprano italiano.

## Biografia
Figlia del tenore Uberto Caprile e di Giovanna Speranza, Giorgina è attratta dalla musica fin da giovane età, intraprendendo gli studi di canto lirico a Milano, affinando la propria timbrica di voce da soprano e dove fu allieva del maestro Carignani.
Il suo debutto avvenne nel febbraio 1900 al Teatro dell'Opera di Roma, dove dà voce al personaggio di Suzel affiancando il tenore Fernando De Lucia ne L'amico Fritz di Pietro Mascagni, seguito un mese dopo dall'interpretazione di Mimì ne La bohème di Giacomo Puccini.
Grazie alle sue qualità attoriali accomunate dalla bellezza, durante i successivi quindici anni di attività ha sostenuto numerosi ruoli drammatici, nel repertorio pucciniano come Tosca nell'omonima opera, Manon in Manon Lescaut, Minnie in La fanciulla del West, inoltre Iris e Isabeau nelle omonime opere di Mascagni, Violetta Valéry in La traviata di Giuseppe Verdi, Margherita in Mefistofele di Arrigo Boito, Wally in La Wally di Alfredo Catalani. Oltre al successo in Italia, è stata uno dei favoriti soprani a solcare i teatri d'opera sudamericani, in particolare come Violetta, e in Europa, al Gran Teatre del Liceu di Barcellona nella Manon Lescaut durante la stagione 1907-1908, e in Russia.
Caprile ha registrato numerose arie per le etichette Edison Records, Fonotipia e Gramophone, su cilindro fonografico e disco.